# فرانچسکا پیچینینی
فرانچسکا پیچینینی یا فرانسسکا پیچینینی (به انگلیسی: Francesca Piccinini) (زاده ۱۰ ژانویه ۱۹۷۹ در ماسا) مدل و بازیکن والیبال اهل ایتالیا، عضو تیم ملی والیبال زنان ایتالیا و باشگاه لیو جو است.
او چهار بار در سال‌های (۲۰۰۰، ۲۰۰۴، ۲۰۰۸ و ۲۰۱۲) در بازی‌های المپیک تابستانی عضو تیم ملی ایتالیا بود. او به همراه تیم ملی ایتالیا موفق به کسب مدال طلا مسابقات قهرمانی جهان ۲۰۰۲ در آلمان شد. او نخستین بار برای تیم ملی ایتالیا در سال ۱۹۹۵ مقابل ایالات متحده آمریکا به میدان رفت.
او در رده باشگاهی نیز چهار قهرمانی سری آ، دو قهرمانی جام حذفی و سوپر جام ایتالیا، پنج قهرمانی لیگ قهرمانان والیبال اروپا و یک قهرمانی چلنج کاپ اروپا را با تیم‌های مختلف به دست آورده است.

## افتخارات

### فردی
- برنده جایزه بازی جوانمردانه - جایزه بزرگ جهان ۲۰۰۴
- بهترین اسپکر - لیگ قهرمانان اروپا ۲۰۰۷
- با ارزش‌ترین بازیکن - لیگ قهرمانان اروپا ۲۰۱۰
- با ارزش‌ترین بازیکن - سوپر جام ایتالیا ۲۰۱۱